# آثار زیست‌محیطی بتن
تأثیرات زیست محیطی بتن، تولید و به کار بستن آن، جوانب متفاوتی دارد. با توجه به شرایط برخی تأثیرات آسیب زننده و برخی دیگر مفید هستند. یکی از اجزای اصلی بتن سیمان است که تأثیرات زیست محیطی و عمومی خود را دارد که بسیاری از آن‌ها دو مورد بتن هم صادق است.
صنعت بتن سازی از اصلی‌ترین تولیدکنندگان دی‌اکسید کربن (از قوی‌ترین گاز گلخانه ای) است. همچنین بتن باعث آسیب به مهم‌ترین لایه‌های بارور زمین می‌شود که لایه‌های سطحی هستند. بتن برای ساخت سطوح بسیار سخت استفاده می‌شود که موجب حرکت لایه‌های زیرین که لایه‌های سطحی خاک هستند، می‌شود و نتیجه آن فرسایش خاک، آلودگی آب و سیل است. از سوی دیگر، بتن با استفاده در سدسازی، تغییر جهت آب و انحراف جهت آب، گل و از این قبیل، از قوی‌ترین ابزارها برای کنترل سیل است. بتن روشن می‌تواند اثر جزیره گرمایی شهری را به دلیل ضریب بازتاب بالاتر کاهش دهد.گرچه، پوشش گیاهی طبیعی بسیار بهتر است. گرد و غبار بتن که با تخریب ساختمان‌ها و بلایای طبیعی ایجاد می‌شود می‌تواند از دلایل اصلی آلودگی هوا باشد. وجود بعضی از مواد در بتن، از جمله افزودنی‌های لازم ولی مضر، به دلیل وجود مواد سمی و رادیواکتیو می‌تواند باعث نگرانی‌هایی در سلامتی باشد. بتن خیس بسیار قلیایی است و باید با تجهیزات حفاظتی مناسب به کار برده شود. بازیافت بتن به دلیل آگاهی در مورد اثرات محیطی آن، قوانین جدید و نگرانی‌های اقتصادی، در حال افزایش است. از جهت دیگر، استفاده از بتن موجب کاهش استفاده از مواد ساختمانی دیگر مانند چوب شده که راه طبیعی تولید کربن است.

## انتشار دی‌اکسید کربن و تغییرات اقلیمی
صنعت سیمان یکی از دو تولیدکننده اصلی دی‌اکسید کربن (CO2) است که این مقدار ۸ درصد از تولید این گاز در جهان توسط انسان است از این مقدار ۵۰ درصد آن از روند شیمیایی و ۴۰ درصدش ناشی از سوختن سوخت است. CO2 تولید شده برای ساخت بتن ساختمانی (که ۱۴٪ سیمان دارد) 410 kg/m3 تخمین زده می‌شود. (تقریبا 180 kg/tonne با غلظت 2.3 g/cm3) (که کاهش پیدا می‌کند به 290 kg/m3 با ۳۰٪ خاکستر معلق جایگزین سیمان) انتشار گاز CO2 در تولید بتن مستقیماً بستگی به نوع سیمان استفاده شده در ترکیب بتن است. برای ساخت هر تن سیمان ۹۰۰ کیلوگرم CO2 تولید می‌شود که ۸۸٪ از انتشار گاز مرتبط با ترکیبات سیمان است. تولید سیمان در انتشار گازهای گلخانه ای به‌طور مستقیم در تولید دی‌اکسید کربن (هنگامی که کربنات کلسیم با گرما تجزیه می‌شود و موجب تولید آهک و دی‌اکسید کربن می‌شود) و همچنین به دلیل استفاده از انرژی به خصوص در هنگام اشتعال سوخت‌های فسیلی، دخیل است.
یکی از حوزه‌های چرخه تولید بتن که ارزش بیان دارد این واقعیت است که بتن انرژی مصرفی بسیار کمی در واحد جرم دارد. این مسئله در درجه اول نتیجه این واقعیت است که مواد مصرف شده در تولید بتن از جمله خرده سنگ‌ها، پوزولان‌ها و آب، به راحتی در دسترس هستند و معمولاً از منابع محلی تأمین می‌شوند. این مطلب به این معناست که حمل و نقل تنها ۷ درصد از انرژی مصرفی برای تولید بتن را در بر می‌گیرد، در شرایطی که برای تولید سیمان این عدد ۷۰ درصد است. با مصرف انرژی 1.69 GJ/ton، بتن انرژی مصرفی کمتری در هر واحد نسبت به بیشتر مصالح ساختمان سازی از جمله چوب دارد. با این وجود ساختار بتن جرم بالایی دارد پس این مقایسه همیشه مستقیماً در تصمیم‌گیری مؤثر نیست. شایان ذکر است که این مقدار مربوط به ترکیب‌هایی برای تولید بتن است که بیش از ۲۰٪ خاکستر بادی نداشته باشند. تخمین زده می‌شود که یک درصد جایگزینی سیمان با خاکستر بادی نشان دهنده ۷٪ کمتر مصرف انرژی است. با بعضی از ترکیبات که ۸۰ درصد خاکستر بادی دارند، این امر موجب ذخیره انرژی می‌شود.

## کاهش

### بهینه‌سازی طراحی
علاقه روزافزونی به کم کردن انتشار کربن در تولید بتن به خصوص به دلیل احتمال ایجاد قوانین مالیاتی برای تولید کربن، در بخش‌های آکادمیک و صنعتی وجود دارد. راه‌های متفاوتی برای کاهش انتشار پیشنهاد شده‌است.

#### تولید و استفاده از سیمان
یکی از دلایل انتشار زیاد کربن است این است که سیمان باید در دمای بسیار بالا قرار گیرد تا کلینکر تشکیل شود. یکی از عوامل اصلی این موضوع الیت (Ca3SiO5) است که یک ماده معدنی در بتن است و ساعت‌ها بعد از ریختن خشک می‌شود و از فاکتورهای اصلی استحکام اولیه بتن است. آلیت در پروسه تشکیل کلینکر باید تا ۱۵۰۰ درجه سانتی گراد حرارت ببیند. برخی تحقیقات پیشنهاد می‌کنند که آلیت با یک ماده معدنی دیگر مانند بلیت (Ca2SiO4) جایگزین شود. بلیت یک ماده معدنی است که الان هم در تولید بتن استفاده می‌شود و دمای برشته شدن آن ۱۲۰۰ درجه سانتی گراد است که بسیار کمتر از آلیت است. علاوه بر این، بلیت هنگامی که بتن آماده می‌شود، محکم تر است. با این وجود بلیت روزها یا ماه‌ها طول می‌کشد تا کاملاً جا بیفتد که این باعث می‌شود بتن مدت طولانی تری ضعیف باشد. تحقیقات در جریان، روی پیدا کردن افزودنی‌های ناخالص مانند منیزیم تمرکز دارد که امکان دارد روند محکم شدن و فرایند پخت را سرعت دهد. همچنین شایان توجه است در نظر بگیریم که بیلیت انرژی بیشتری برای خرد شدن نیاز دارد، که طول عمر تأثیر آن را شبیه یا حتی بیشتر از آلیت می‌کند.
رویکرد دیگر جایگزین کردن جزئی کلینکر مرسوم با انتخاب‌هایی مانند خاکستر بادی، خاکستر رسوبی و سرباره است. همه اینها فراورده‌های فرعی صنایع دیگر هستند که در غیر این صورت در گورستان زایدات دفن می‌شوند. خاکستر بادی و رسوبی از نیروگاه‌های ترموالکتریکی می‌آیند، در حالی که سرباره ضایعات کوره‌های بلند در صنعت آهن سازی است. این مواد هم مانند افزودنی‌ها کم‌کم در حال محبوب شدن هستند، به خصوص از زمانی که معلوم شد قابلیت افزایش استحکام، کم کردن چگالی و افزایش دوام بتن را دارند.
چالش اصلی برای پیاده‌سازی گسترده خاکستر بادی و سرباره می‌تواند به دلیل ریسک ساخت و ساز با تکنولوژی جدید باشد که در عمل خیلی مورد آزمایش قرار نگرفته‌است. تا زمانی که مالیات بر کربن اعمال نشود، شرکت‌ها تمایلی به امتحان ترکیبات جدید بتن را ندارند، حتی اگر باعث کاهش انتشار کربن شود. با این حال نمونه‌هایی از بتن سبز (بتن تازه) و استفاده از آن دیده می‌شود و وجود دارد. به عنوان مثال یک شرکت بتن سازی به نام Ceratech ساخت بتنی با ۹۵ درصد خاکستر بادی و ۵ درصد افزودنی‌های مایع را شروع کرده‌است. شرکت دیگری به نام I-35W Saint Anthony Falls Bridge ترکیبی فوق‌العاده از بتن ساخته که شامل ترکیبات متفاوتی از سیمان پرتلند، خاکستر بادی و سرباره با توجه به اندازه پل و مواد مورد استفاده در آن است.
علاوه بر این، تولید بتن نیازمند مقادیر زیادی آب است و تولید جهانی آن تقریباً ده درصد از مصرف جهانی آب در صنعت را شامل می‌شود. این مقدار ۱٫۷ درصد از مصرف کل آب در جهان است. تحقیقی که در سال ۲۰۱۸ در Nature Sustainability چاپ شد، پیش‌بینی می‌کند که تولید بتن، در آینده باعث فشار بر منابع آبی در مناطق مستعد خشکسالی می‌شود: «در سال ۲۰۵۰، ۷۵ درصد از تقاضای آب برای تولید بتن احتمالاً در مناطقی دیده می‌شود که انتظار می‌رود فشار بر منابع اب را متحمل شوند.»

#### بتن کربنی
کربناته شدن در بتن به شکل تشکیل کربنات کلسیم (CaCO 3) طی یک فرایند شیمیایی است. سرعت این واکنش به تخلخل بتن و میزان رطوبت بستگی دارد. کربناته شدن در حفرات بتن فقط در رطوبت نسبی بین (RH) 40 تا ۹۰٪ اتفاق می‌افتد. اگر رطوبت نسبی بیشتر از ۹۰٪ باشد دی‌اکسید کربن نمی‌تواند وارد حفرات بتن شود و همچنین اگر رطوبت نسبی کمتر از ۴۰٪ باشد دی‌اکسید کربن در آب حل نمی‌شود.

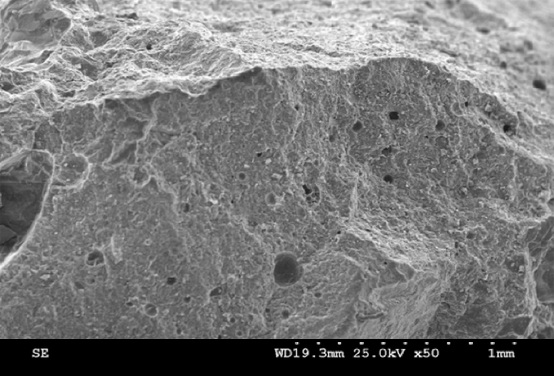
ساختارهای منفذ در بتن تازه و بتن متخلخل

در اکثر مواقع کربناته شدن بتن به دو صورت اتفاق میفتد: کربناته شدن از طریق هوازدگی و کربناته شدن در زمان اولیه.
کربناته شدن از طریق هوازدگی زمانی رخ می‌دهد که ترکیبات کلسیم با دی‌اکسید کربن موجود در هوا و آب موجود در حفرات بتن وارد واکنش می‌شوند. واکنش به شرح زیر است:
ابتدا دی‌اکسید کربن از طریق هوازدگی شیمیایی با آب موجود در حفرات بتن واکنش داده و اسید کربنیک تولید می‌شود:
{\displaystyle {\ce {CO2 + H2O <=> H2CO3}}}
اسید کربنیک → آب + دی‌اکسید کربن
سپس اسید کربنیک با کلسیم کربنات واکنش می‌دهد:
Ca(OH)2 + H2CO3 → CaCO3 + 2H2O
بی کربنات کلسیم → کربنات کلسیم + اسید کربنیک
هنگامی که هیدروکسید کلسیم (Ca(OH)2) کربناته شد، جزء اصلی ژل سیمان شده هیدرات سیلیکات کلسیم (همچنین به عنوان C-S-H نشان داده شده‌است) می‌تواند کلسیم زدایی شده و به CaO آزاد شده اجازه کربناته شدن می‌دهد:
H 2 CO 3 + CaO → CaCO 3 + H 2 O
کربناته شدن در زمان اولیه، وقتی است که دی‌اکسید کربن را به بتن تازه مخلوط شده یا پس از عمل آوری اولیه اضافه می‌کنیم. که هم می‌تواند از طریق در معرض قرار گرفتن طبیعی باشد و هم با افزایش دریافت مستقیم دی‌اکسید کربن تسریع شود. گازهای دی‌اکسید کربن به کربنات‌های جامد تبدیل شده و می‌توانند برای کاهش انتشار به‌طور دائم در بتن ذخیره شوند.
واکنش کلی CO2 و هیدرات سیلیکات کلسیم در سیمان در سال ۱۹۷۴ به شرح زیر توصیف شده‌است:
C3S + 3 CO2 + H2O → C-S-H + 3CaCO3 + 347 kJ/mol
C2S + 2 CO2 + H2O → C-S-H + 2CaCO3 + 184 KJ/mol
یک شرکت کانادایی فناوری جدیدی را ثبت و تجاری کرده‌است که از نوعی کربناته شدن در زمان اولیه برای جداسازی دی‌اکسید کربن استفاده می‌کند. این روش از طریق تزریق مستقیم دی‌اکسید کربن مایع بازیافتی حاصل از فعالیت‌های صنعتی در مرحله اختلاط مرطوب بتن در طول فرایند تولید به دست می‌آید. طی این واکنش شیمیایی دی‌اکسید کربن به یک ماده معدنی تبدیل می‌شود و گازهای آلاینده گلخانه ای را از زیرساخت‌های بتنی، ساختمان‌ها، جاده‌ها و غیره برای مدت طولانی جدا می‌کند. همچنین بر اساس یک گزارش منتشر شده در مجله Cleaner Production، نویسندگان مدلی را ارائه دادند که دی‌اکسید کربن از طرفی باعث افزایش مقاومت فشاری بتن شده و از طرفی دیگر باعث کاهش ۴٫۶٪ ردپای کربن در مدت زمان مشابه شده‌است.
روشی دیگر برای جذب CO2 در فرایند پخت، استفاده از مخلوط دی کلسیم سیلیکات Y فاز را در مراحل عمل آوری بتن می‌باشد. استفاده از خاکستر زغال سنگ یا مواد مناسب جایگزین، از لحاظ تئوری می‌تواند انتشار CO2 را به زیر 0 kg/m3 برساند. در حای که مقدار برای بتن ساخته شده از سیمان پرتلند ۴۰۰ کیلوگرم بر متر مکعب می‌باشد. موثرترین مزیت تولید بتن از این طریق، استفاده از گاز خروجی نیروگاه‌ها می‌باشد که می‌توان در یک محفظه ایزوله دما و رطوبت را کنترل نمود.
در اوت ۲۰۱۹ اعلام شد که CO2 کاهش یافته در سیمان باعث کاهش ۷۰٪ ردپای کربن در بتن پیش ساخته شده‌است. پایه این سیمان ارائه شده غالباً از ولاستونیت (CaSiO3) و (3CaO·2SiO2) rankinite می‌باشد در حالی که سیمان پرتلند بر پایه یآلیت (3CaO·SiO2) و بلیت (2 CaO · SiO2) می‌باشد.
فرایند تولید بتن، با پیوند ذرات از طریق تف جوشی فاز مایع آغاز می‌شود که به آن تراکم فاز مایع هیدروترمال (rHLPD) می‌گویند. ترکیبی از H
2O و CO2 در واکنش به شرایط محیطی به ذرات نفوذ کرده تا پیوندی ایجاد کنند و حاصل آن سیمان سیلیکات کلسیم غیر هیدرولیک (CSC) با آهک است. علاوه بر این در مراحل عمل آوری نهایی، تفاوت بین بتن ساخته شده با سیمان پرتلند معمولی و بتن ساخته شده با سیلیکات کلسیم گازدار (CSC-C) در واکنش بین محلول آب-دی‌اکسید کربن و خانواده ای از کلسیم سیلیکات است. عمل آوری CSC-C یک واکنش گرمازا خفیف بوده که در آن سیلیکات کلسیم کم آهک موجود در CSC با دی‌اکسید کربن موجود در آب واکنش داده و کلسیت (CaCO 3) و سیلیس تولید می‌شود. مطابق واکنش‌های نشان داده شده در II و III.
II. CaO. SiO2 + CO2 → H2O CaCO3 + SiO2
III: 3CaO.2SiO2 + 3CO 2 → H2O 3CaCO 3 + 2SiO 2

#### فوتوکاتالیست یا فروکافت برای کاهش مه دود
تیتانیوم دی‌اکسید یک ماده نیمه رساناست که رفتار فوتوکاتالستی از خود نشان می‌دهد و تا به حال برای از بین بردن اکسیدهای نتیروژن از جو (اتمسفر) کاربرد داشته‌است.
گونه‌های مختلف اکسید نیتروژن(NOx) یعنی نیتروژن اکسید(NO) و نیتروژن دی‌اکسید(NO2) گازهای اتمسفری می‌باشند
که باعث بارش باران‌های اسیدی و تشکیل دود و آلودگی می‌شوند و هردوی آن‌ها حاصل زندگی شهری هستند.
به دلیل اینکه اکسیدهای نیتروژن تنها در دمای بالا تشکیل می‌شوند، معمولاً فرآورده‌های فرعی واکنش‌های احتراقی هیدروکربن‌ها هستند. اکسیدهای نیتروژن نشان داده‌اند که علاوه بر کمک به رویدادهای آلودگی شهری باعث ایجاد طیف گسترده‌ای از اثرات نامطلوب بهداشتی و محیطی می‌شوند. این تأثیرات شامل تحریک دردها ی تنفّسی، ایجاد واکنش با سایر ترکیبات شیمیایی در اتمسفر و تشکیل دادن محصولات مضرّ مانند اوزون، نیترو ارن‌ها، رادیکال‌های نیترات و کمک به اثر گلخانه ای می‌شود. سازمان بهداشت جهانی (WHO) حد مجاز برای غلظت NOX را 40ug/m3 اعلام کرده‌است. یکی از راه‌های پیشنهادی برای کاهش غلظت آلاینده‌های نیتروژن اکسید بخصوص در محیط‌های شهری استفاده از فوتوکاتالیست تیتانیوم دی‌اکسید(TiO2) است. ب. تیتانیوم دی‌اکسید (به شکل پودری سفیدرنگ می‌باشد) در بتن مخلوط شده تا NO و NO2 را برای تشکیل نیترات اکسیده کند. در حضور نور، TiO 2 الکترون‌ها و حفره‌هایی را تولید می‌کند که اجازه می‌دهند NO اکسید شده و به NO 2 تبدیل شود و سپس NO2 با حملهٔ رادیکال هیدروکسیل به HNO3 (نیتریک اسید) تبدیل شود
جذب سطحی مولکول:
O2 + site → Oads
H2O + site → H2Oads
NO + site → NOads
NO2 + site → NO2ads
تولید حفره‌ها و الکترون‌ها توسط فعالیت‌های تیتانیوم دی‌اکسید:
TiO2 + hν → e− + h+
به دام انداختن الکترون/حفره:
h+ + H2Oads → OH· + H+
e− + O2ads → O2− −
حمله رادیکال هیدروکسیل:
NOads + OH· → HNO2
HNO2 + OH· → NO2ads + H2O
NO2ads + OH· → NO3− + H+
ترکیب مجدد الکترون و حفره:
e− + h+ → heat
راه دیگر برای اکسایش نیتروژن استفاده از تابش UV برای تشکیل نیتروژن تری‌اکسید (NO3) می‌باشد.

#### سلول‌های جاسازی شده خورشیدی
در ایالات متحده، نرخ گسترش و توسعه بتن بالای ۲۵۰۰۰۰ میلیون هکتار در سال است. سلول‌های خورشیدی حساس به رنگ که در بتن جاسازی می‌شوند از جمله روش‌های پیشنهاد شده برای کاهش ردّپای کربن و انرژی در صنعت ساختمان سازی است. استفاده از سلول‌های خورشیدی حساس به رنگ که در بتن جاسازی می‌شوند امکان تولید انرژی در محل را فراهم می‌کند. در لایه بالایی یا فوقانی بتن یک لایه نازک از سلول‌های خورشیدی حسّاس به رنگ قرار می‌گیرد. سلول‌های خورشیدی حساس به رنگ به دلیل سهولت در تولید انبوه، چه از طریق چاپ رول یا رنگ آمیزی، و بازده نسبتاً بالای ۱۰ درصد جذابیت خاصی دارند. یکی از نمونه‌های تجاری شده این فرایند شرکت آلمانی Dyscret است که سلول‌های خورشیدی حساس به رنگ را تولید و در محصولات بتنی جاسازی می‌کند. فرایند آنان (شرکت آلمانی Dyscret) از یک روش پاشش اسپری برای مالیدن رنگ‌های آلی که الکریسته را روی بتن تولید می‌کند، استفاده می‌کند.

## گرد و غبار بتن
تخریب ساختمان‌ها و بلایای طبیعی مانند زلزله اغلب مقدار زیادی گرد و غبار بتن را در اتمسفر محلی آزاد می‌کنند. گرد و غبار بتن منبع اصلی آلودگی پر خطر هوا پس از زلزله بزرگ هانشین (کوبه)، شناخته شد.

## آلودگی سمی و رادیواکتیو
وجود برخی افزودنی‌ها در بتن، از جمله افزودنی‌های مفید و ناخواسته، می‌تواند نگرانی‌هایی در مورد سلامتی ایجاد کند. عناصر رادیواکتیو طبیعی (K، U، Th و Rn) می‌توانند در غلظت‌های مختلف بسته به منبع مواد اولیه استفاده شده، در خانه‌های بتنی وجود داشته باشند. به عنوان مثال، برخی از سنگ‌ها به‌طور طبیعی رادون ساطع می‌کنند یا این که سابقاً اورانیوم در زباله‌های معدن رایج بود. همچنین ممکن است مواد سمی در نتیجهٔ آلودگی ناشی از یک حادثه هسته ای، ناخواسته مورد استفاده قرار گیرند. گرد و غبار ناشی از بتن لاشه سنگی یا بتن شکسته زمانی که تخریب یا فرو ریخته می‌شود ممکن است بسته به فرآورده‌های موجود در بتن، نگرانی‌هایی جدی برای سلامتی ایجاد کند. با این حال، تعبیه کردن مواد مضر در بتن همیشه خطرناک نیست و ممکن است حتی مفید هم باشد. در بعضی موارد، ترکیب برخی از ترکیبات مانند فلزات در فرایند آبپوشی سیمان، آنها را در حالت بی‌ضرر قرار می‌دهد و از انتشار آزادانه آن‌ها در محل‌های دیگر جلوگیری می‌کند.

## اقدامات احتیاطی
جابجایی بتن خیس همیشه باید با تجهیزات محفاظتی مناسب انجام شود. به دلیل خاصیت خورندگی مخلوط سیمان و آب، تماس پوست با بتن خیس می‌تواند باعث ایجاد سوختگی شیمیایی شود. در واقع، pH آب سیمان تازه به دلیل وجود هیدروکسیدهای پتاسیم و سدیم آزاد در محلول، بسیار قلیایی است (pH ~ ۱۳٫۵). برای جلوگیری از تماس مستقیم با بتن خیس باید به درستی از چشم‌ها، دست‌ها و پاها محافظت کرد و در مواقع لازم بدون تأخیر آن‌ها را شست.

## بازیافت بتن

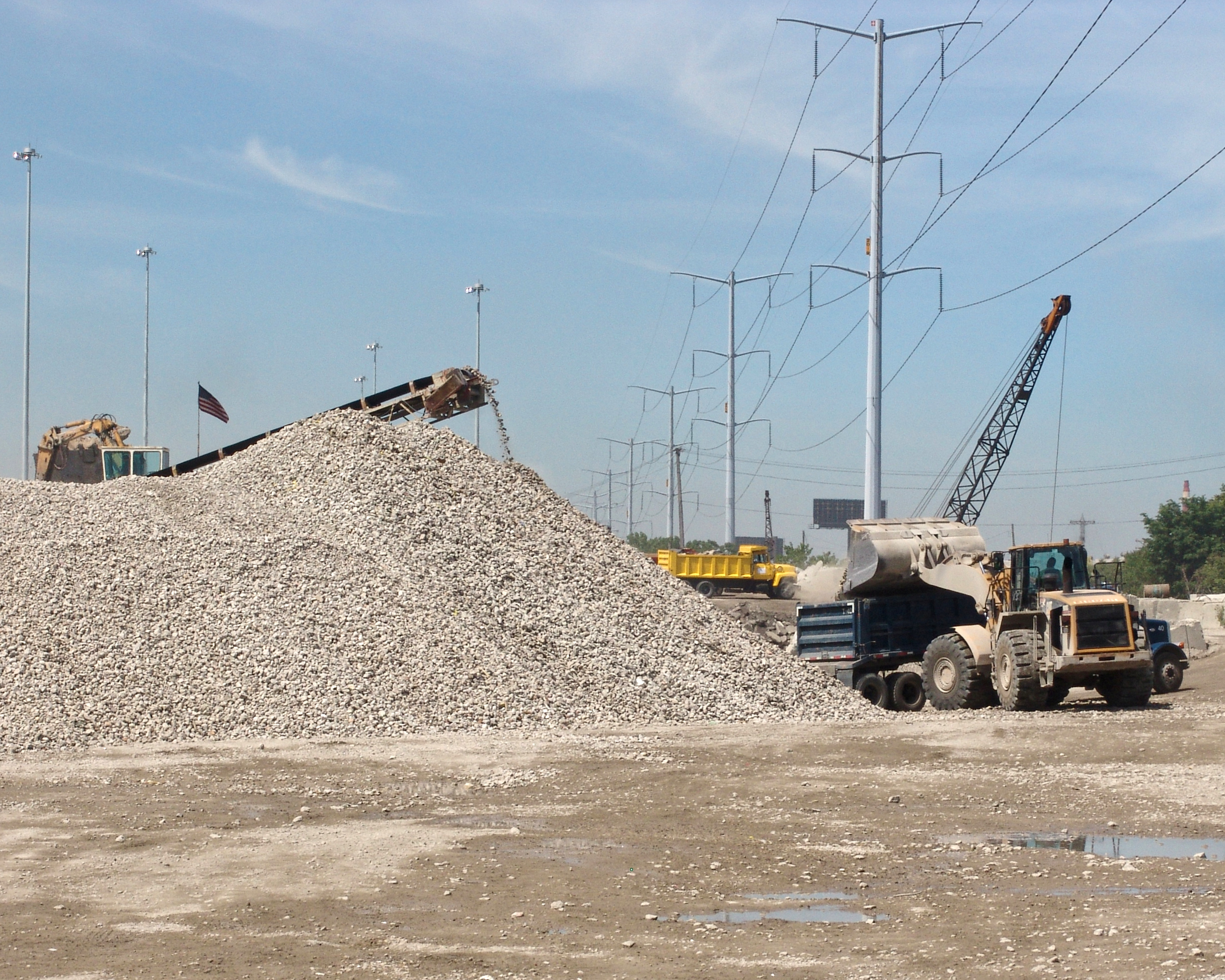
بتن خرد شده بازیافت شده در یک کامیون نیمه کمپرسی برای استفاده به عنوان پرکننده دانه ای بارگیری می‌شود.

بازیافت بتن روشی رایج برای دفع کردن سازه‌های بتنی است. سابقاً به‌طور معمول زباله‌های بتنی را برای دفع به گورستان زایدات می‌بردند، اما اکنون به دلیل افزایش سطح آگاهی‌های زیست محیطی، بهبود قوانین دولتی و مزایای اقتصادی موجود، بازیافت آن در حال افزایش است.
بتن، که باید عاری از هر گونه زباله، چوب، کاغذ و سایر مواد باشد، از محل‌های تخریب جمع‌آوری شده و معمولاً همراه با آسفالت، آجر و سنگ در دستگاه خردکن قرار داده می‌شود.